# Aorta
Aorta, tętnica główna – największa tętnica odprowadzająca utlenowaną krew z części komorowej serca występująca u niektórych zwierząt, w tym kręgowców. Od niej odchodzą naczynia zaopatrujące w krew cały organizm poza płucami.
U stawonogów wychodzi z serca ku przodowi ciała i rozdziela się na tętnice. U mięczaków krew z aorty wylewać się może prosto do szczelin blastocelu. U ślimaków aorta jest krótka i rozgałęziona na dwie części: jedna prowadzi do głowy i nogi, a druga do trzewi.
U ryb, płazów i gadów odchodzi z komory wspólnej natomiast u ptaków i ssaków z lewej komory serca.